# Kis Éva (geomorfológus)
Kis Éva (Hódmezővásárhely, 1956. június 4. –) geomorfológus. A földrajztudományok kandidátusa (1994).

## Életpályája
1980-ban diplomázott az Eötvös Loránd Tudományegyetem földrajz-német szakán. 1985-ben egyetemi doktor lett.

## Tagságai
1996 óta a Magyar Tudományos Akadémia köztestületének tagja. 1996–2008 között Az International Union for Quaternary Research (INQUA) Magyar Nemzeti Bizottsága titkára volt. 1999-től a Magyar Földrajzi Társaság választmányi tagja. 2004-től Az International Association of Geomorphologists (IAG) Human Impacts on the Landscape munkacsoportjának tagja, valamint Az International Association of Geomorphologists (IAG) Carpatho-Balkan- Dinaric munkacsoportjának tagja. 2005 óta a Magyar Tudományos Akadémia Földtudományok Osztálya Földrajz II. Tudományos Bizottságának tagja. 2008 óta Az INQUA Magyar Nemzeti Bizottságának tagja. 2009 óta a Magyar Meteorológiai Társaság tagja.

## Kutatási területe
1997–1998 között a globális klímaváltozások és környezet fejlődések rekonstrukcióit kutatta a mediterrán térségi és a Kárpát-medencebeli lösztípusszelvények korrelatív elemzése alapján. 2002–2005 között a Kárpát-medence déli (Dél-Magyarország, Bácska, Horvátország) és az ÉNY-Mediterrán térség löszeinek vizsgálatával foglalkozott és az Emilian (tengeri) -pencki (alpi) pleisztocén kronológiával. 2006–2011 között a negyedidőszaki szárazföldi- és mélytengeri üledékek korrelációját kutatta a Duna-menti löszök komplex sztratigráfiai vizsgálata alapján.
A természeti földrajz, geomorfológia, negyedidőszak kutatás a környezet- és őskörnyezet-változások (ősdomborzat, őséghajlat, ősvízrajz) kutatása löszfeltárások vizsgálata alapján, negyedidőszaki üledékek rétegtani és kortani értékelése, a pleisztocén periglaciális folyamatok hatására végbement domborzatformálódás és üledékképződés, mérnökgeomorfológia, geomorfológiai- és mérnökgeomorfológiai térképezés, a folyók felszínformáló tevékenységének vizsgálata, árterek geomorfológiája, domborzatminősítés, környezetvédelem, alkalmazott- és antropogén geomorfológia, kis- és nagyberuházások környezeti hatásvizsgálata (geomorfológiai, hidrológiai, geo- ökológiai és gazdaságföldrajzi vizsgálatok a végleges elhelyezés és a beruházás beindítása céljából), geomorfológiai tervezés, a jelenkori felszínfejlődésből származó biztonsági veszélyforrások feltárása.

## Díjai
- Szádeczky-Kardoss Elemér-díj (1988)
- Pro Geographia oklevél (1999)[1]
- Teleki Sámuel-emlékérem (2006)